# Àngel Camí
Àngel Camí (Reus 1807 - 1883) va ser un impressor i llibreter català. Era fill de la reusenca Teresa Bosch i del mestre de primeres lletres Ramon Camí, que dirigia una de les escoles gratuïtes de Reus, va ser ajudant del seu pare a les aules de l'escola durant vint anys. Ramon Camí va néixer a Lleida.

## Àngel Camí i Joan Baptista Vidal
El 1843, Àngel Camí va establir una societat amb Joan Baptista Vidal, impressor reusenc. La societat «Vidal i Camí» va portar molta activitat durant tres anys, i abunden els impresos de totes menes signats per tots dos. Treballaven al local que Vidal tenia obert al carrer Major, a Reus. Les màquines d'imprimir que utilitzaven eren les que Vidal ja havia estat fent servir durant nou anys, des que va obrir la impremta. El novembre de 1844 els dos socis van imprimir la primera època del Diario de Reus, que va tenir una vida efímera, ja que va desaparèixer per l'agost de 1845, perquè Andreu de Bofarull, el propietari i editor i que a més n'era l'únic redactor, es va trobar que altres publicacions li plagiaven els articles. Vidal ja havia imprès amb la seva maquinària el periòdic La Joven España, i tenia experiència en la publicació de premsa. Àngel Camí va aportar el capital necessari per posar al dia tècnicament els estris d'impressió. Els dos socis treballaven també a la llibreria, que mantenien en plena activitat. El peu d'impremta de les seves publicacions era "Imprenta y Libreria de Juan Bautista Vidal i Angel Camí". Imprimien llibres religiosos, ja que en aquella època hi havia molta demanda, i llibres escolars, però també estampes, goigs i romanços. Aquesta societat va durar tres anys. El 1846 es va desfer la societat, per causes que es desconeixen.

## Àngel Camí i Josep Arnavat
Quan Camí es va separar de Joan Baptista Vidal va establir una altra societat el mateix 1846 amb Josep Arnavat, ferrer de Reus, del qual no se'n coneixen activitats com a impressor o llibreter abans d'aquesta data. Josep Arnavat i Cercós va néixer cap al 1820. El seu pare, nascut el 1800, era un ferrer de Montblanc que havia anat a treballar a Reus. Durant vint-i-cinc anys Josep Arnavat va treballar de ferrer al taller que el seu pare tenia als baixos d'una casa al raval de santa Anna, davant del Teatre de les Comèdies. Quan va fer societat amb Àngel Camí els seus coneixements de ferrer van ajudar-lo en la confecció de motlles de lletres i gravats metàl·lics que utilitzaven a la impremta. Camí i Arnavat van imprimir molta varietat d'obres, llibres i opuscles, i sobretot estampes de molta qualitat. Amades diu que "tant per la qualitat com per la quantitat que en coneixem poden ser considerats com els estampers reusencs, i els continuadors de la imatgeria acolorida d'en Porxe". Els llibres i els goigs que van imprimir, sobretot en l'època que va de 1850 a 1856, està al nivell dels millors impresos del moment. El 1851, per exemple, van imprimir el llibre d'Andreu de Bofarull Reus en el bolsillo, o sean sus costumbres, usos antiguos y modernos, fiestas políticas, religiosas y domésticas, anticuallas y efemérides. Josep Arnavat i Àngel Camí es van separar el 1856. Arnavat es va quedar el local de la llibreria, amb la impremta i tota la maquinària, i va seguir un any més, fins a finals de 1857, com a impressor i llibreter, ara en solitari, publicant quasi sense excepcions, llibres de temàtica religiosa. A partir de 1857 desapareixen les notícies sobre Josep Arnavat, i sembla que va anar a viure a Vila-seca amb la seva esposa Maria Domènech. Una part dels estris de la impremta van anar a parar a l'impressor Joan Muñoa. Arnavat tenia fills, però cap d'ells no va continuar la impremta. Un fill seu, Josep Maria Arnavat Domènech, nascut a Vila-Seca l'any 1858, va residir a Reus, on es va casar. Era un mecànic ferrer força hàbil, i segons Lo Somatent (26 de setembre de 1897) va presentar en una exposició a Barcelona algunes màquines agrícoles que havia construït, per les que va aconseguir medalles i distincions. Segons Josep Olesti, els primers carros mecànics per la neteja dels carrers que s'usaven a Reus van ser dissenyats i fabricats per ell.

## Àngel Camí i Pere Molner
Després de separar-se d'Arnavat, Àngel Camí va constituir una altra societat amb Pere Molner, un impressor i llibreter que tenia un local a la plaça del Mercadal de Reus. Pere Molner havia treballat amb la seva germana, Francesca Molner viuda de Diego Angelón, llibreter establert al carrer Major de Reus el 1826 i que va morir de sobte el 1831. La viuda Angelon va tenir llibreria oberta fins al 1853. Pere Molner tenia des de 1834 una llibreria a la plaça del Mercadal on es van establir els dos socis. A partir de 1856 Àngel Camí pràcticament no va fer d'impressor, i amb el seu soci es dedicà a la llibreria. Com que estaven situats a la plaça del Mercadal, molt cèntrica a la ciutat, eren molt coneguts. Eren un lloc de subscripcions a la premsa, i també un punt de trobada pels lletraferits del moment. Venien entrades pels espectacles, les festes i els balls que organitzaven les societats reusenques, especialment els Jardins de l'Euterpe.
Àngel Camí va morir el 1883 als 76 anys. Fins al final de la seva vida va seguir fent de llibreter a la plaça del Mercadal. Pere Molner havia mort uns anys abans.